# Zloraba živali
Zloraba živali ali zanemarjanje živali je človeški vpliv na trpljenje ali poškodbe nad vsako živaljo za druge namene kot samoobrambo ali preživetje. Ožje lahko povzroči poškodbe ali trpljenje za specifične namene; kot so ubijanje živali za hrano, zabavo ali druge namene. 
Zakoni v zvezi z zlorabo živali so namenjeni preprečevanju nepotrebne krutosti tudi z zaporno kaznijo. Na splošno obstajajo trije konceptualni pristopi k problematiki zlorabe živali. Položaj dobrega počutja živali je pomemben in nič ni narobe, če živali uporabljamo za človeške namene kot so hrana, oblačila, zabava in raziskave, vendar je treba to storiti na human način brez povzročanja nepotrebne bolečine in trpljenja živali. Po svetu imamo različne oblike zlorab živali kot so: zanemarjanje, industrijsko kmetovanje živali, psihološke motnje, kulturni običaji, TV in snemanje filmov, cirkusi, bikoborbe, nepotrebni znanstveni poskusi/analize in druge oblike.

## Zanemarjanje
Obstaja veliko razlogov, zakaj posamezniki zlorabljajo živali. Zloraba živali pokriva širok spekter dejavnosti. Krutost do živali je pogosto razdeljena na dve glavni kategoriji: aktivne in pasivne.
Pasivna krutost je zaznamovana v primerih zanemarjanja, v katerih je krutost pomanjkanje dejanja, ne pa samo dejanje. Primeri zanemarjanja so stradanje, dehidracija, zajedavci, omogočanje ovratniku, da se zaraste v kožo, neustrezno zavetje v ekstremnih vremenskih pogojih, in ne nudenje veterinarske oskrbe živali, kadar jo je ta potrebna. V mnogih primerih zanemarjanja lahko preiskovalec pouči oziroma izobrazi lastnika živali, da ravna z njo ustrezno in zahteva, da se ji takoj nudi veterinarsko oskrbo. Če opozorila lastnik ne upošteva, se žival odstrani in se ji nudi takojšno veterinarsko oskrbo. 

## Industrijsko kmetovanje z živalmi
Živali na kmetiji se na splošno proizvajajo v velikih industrijskih objektih, kjer je na tisoče živali močno zgoščenih na majhnem prostoru. Te kmetije imenujemo tovarniške kmetije. Industrijski značaj teh objektov pomeni, da je veliko rutinskih postopkov, ki velikokrat mejijo na zlorabe saj se živali nepravilno ubija in z njimi neprimerno ravna . V enem letu umre zaradi potreb po krznu kar 40 milijonov živali. Od tega jih 30 milijonov gojijo na farmah, ki so namenjene prav vzreji živali za krzno. Približno 10 milijonov pa jih nezakonito ulovijo. Živali v ujetništvu ne čutijo le fizične bolečine, temveč tudi psihično, saj nimajo svobode za preizkušanje svojih sposobnosti in svojih osnovnih življenjskih vzorcev. V Sloveniji imamo 2 farmi za gojenje krzna. Neka krznarka je celo izjavila, da je gojenje za krzno enako kot gojenje živali na kmetiji. Temu pa še zdaleč ni tako. Največja tovarna predelave krzna je v Rusiji (Kopenhagen Fur), kjer tovrstne industrije ne primanjkuje.
V tovarnah, kjer se množično ukvarjajo z vzrejo živali, imajo velikokrat probleme s prenatrpanostjo, zaradi pomankanja prostora. Vprašljivi so tudi higienski standardi.

## Poskusi na živalih
Poskusi na živalih se izvajajo predvsem v farmaciji in kozmetiki. Za poskuse uporabljajo: zajce, miši, hrčke, pse, mačke in primate. Na živalih opravljajo teste smrtne doze (LD50), testiranje oko dražečih snovi, testiranje snovi dražečih za kožo, testiranje na alergije in učinkovitosti končnega proizvoda. 
Metoda Eytex je nova metoda in je za testiranje oko dražečih snovi.. Pri tej metodi namesto nanosa škodljivih snovi na prisilno odprte oči, živalim vzgojijo posebno tkivo na membrani, nato nanj nanesejo dražečo snov ter opazujejo spremembe. 
Dejstvo je, da so poskusi na živalih, ključni del procesa pri potrditvi raznovrstnih kozmetik in zdravil, preden ti preidejo v fazo testiranja na ljudeh in so šele nato sprejeta na tržišča. Zaradi velikega pomena v farmaciji in medicini ni pričakovano, da bi tovrstne poskuse lahko kmalu nadomestili z drugimi metodami. Na srečo pa marsikateri inštitut in laboratorij poskuša zmanjšati poskuse na živalih z drugimi alternativnimi postopki, kadar so ti možni (na primer: testi na vzgojeni celični kulturi in ne na celotnem organizmu). 

## Bikoborbe
Bikoborbe so skritizirane s strani aktivistov, ki se borijo za pravice živali. Kritike ta šport označujejo, kot okrutnega in barbarskega. Pri bikoborbah bik trpi, saj je pod stresom in ga počasi izčrpavajo do smrti. Bikoborbe so marsikje prepovedane, vendar se še vedno izvajajo predvsem v državah latinske Amerike.

## Cirkusi
Po kampanji so bili sprejeti novi predpisi, ki prepovedujejo uporabo živali v cirkusih v Izraelu, Finski in Singapurju. V Veliki Britaniji in Škotski so se zavezali, da dajo prepoved do uporabe v te namene za določene prosto živeče živali in približno v 200 lokalnih oblasteh v Veliki Britaniji so prepovedali vse nastope živali na njihovih zemljiščih. Nastopi živali so še vedno zelo priljubljeni po večjem delu Evrope, Amerike in Azije. V Združenih državah Amerike za dobro počutje živali skrbi Ministrstvo za kmetijstvo. V zveznih državah kot sta Denver in Kolorado si prizadevajo za prepoved o nastopanju cirkusantov, vendar so volivci zavrnili predlog. V nekaterih cirkusih so zdaj prisotne tudi točke, kjer živali niso prisotne. 